# Olivia Dean
Olivia Lauryn Dean (Londres, 14 de março de 1999) é uma cantora neo soul inglesa. Em 2021, foi nomeada Artista Revelação do ano pela Amazon Music, em 2023, foi selecionado como Artista Revelação do Ano pela BBC Music e entrou na shortlist do Mercury Prize. Em 2024, foi indicada a três BRIT Awards, incluindo artista do ano

## Biografia
Olivia Dean nasceu no bairro londrino de Haringey, filho de pai inglês e mãe jamaicana-guianense. Sua avó imigrou da Guiana para o Reino Unido aos 18 anos como parte da geração Windrush . Seu nome do meio "Lauryn" foi inspirado em Lauryn Hill, de quem seus pais são grandes fãs. Ela cresceu em Highams Park e às vezes se sentia excluída por ser mestiça .
Dean tinha muito contato com música em casa, seu pai estava sempre ouvindo algo e dançando com a filha na cozinha. Na escola primária, cantou " Tomorrow " do musical Annie em uma competição e ficou tão nervosa que inicialmente virou as costas para o público e começou a chorar de medo do palco, e apesar disso conseguiu ficar em segundo lugar.
Teve aulas de teatro musical em uma escola de sábado, participou de um coral gospel e aos 15 anos, foi aceita na BRIT School e viajava ida e volta de 3 horas todos os dias para ir às aulas. No início, Olivia escolheu estudar teatro na BRIT, mas mudou de disciplina para composição musical e convenceu sua mãe a comprar um piano de segunda mão.

### Carreira
Olivia começou a compor aos 16 anos, aprendeu a tocar violão e piano e se apresentou em seu concerto de formatura. Com isso, atraiu a atenção de Emily Braham, uma jovem que contratou como sua empresária.
Braham levou Dean para uma audição com Rudimental, que a contratou como vocal de apoio aos 17 anos. Seu primeiro show foi no Festival Sziget para 16.000 pessoas.
Ela colaborou no single "Adrenaline" do Rudimental no álbum Toast to Our Differences (2019)  e disse que não era boa na posição, pois muitas vezes cantava a melodia em vez de apenas a harmonia.
Em novembro de 2019, lançou seu EP de estreia, OK Love You Bye, gravado em um pub no leste de Londres. O trabalho foi ouvido milhões de vezes, o que cultimou com que ela recebesse uma oferta e assinasse um contrato de gravação com a EMI . Seu segundo EP, What Am I Gonna Do On Sundays? , foi lançado em dezembro de 2020.
Em 2021, Olivia gravou uma versão exclusiva de " The Christmas Song " de Nat King Cole para o line-up do Amazon's Christmas Originals, e alcançou a posição 19 na parada de singles do Reino Unido. Naquele ano, foi nomeada artista revelação do ano pela Amazon Music .
Em 2023, foi selecionada como Artista Revelação do Ano da BBC Music.
Em junho de 2023, lançou seu álbum de estreia, Messy, que entrou na shortlist do Mercury Prize.
Em 2024, Olivia Dean foi indicada a três prêmios no BRIT Awards: artista revelação, Artista do Ano e Performance Pop. Também lançou Live At Eventim Apollo, album conceito do show realizado na tradicional casa de espetáculos londrina
Em junho do mesmo ano, Dean se apresentou no Festival de Glastonbury e lançou o single, "Time". Em agosto, se apresentou no Lollapalooza Chicago. Em outubro, lançou um cover de " You Can't Hurry Love ", do The Supremes, gravado no Jools' Annual Hootenanny. Seu terceiro single do ano, "Touching Toes" saiu em 15 de novembro. Em fevereiro de 2025, lançou "It Isn't Perfect But It Might Be" para o filme Bridget Jones: Mad About the Boy . Na mesma época, foi anunciada como ato de abertura da segunda leg norte-americana da Short n' Sweet Tour, de Sabrina Carpenter, com shows agendados para Outubro e Novembro.
Seu segundo álbum, The Art of Loving, será lançado em 26 de setembro de 2025 e teve a música "Nice To Each Other" como primeiro single, lançado em maio.

## Arte e influências
Olivia Dean tem Lauryn Hill, Amy Winehouse, Adele, Carole King e as Supremes como suas inspirações.
Sua música é descrita como "baladas devastadoras de coração partido e hinos de amor-próprio para cantar junto".

## Vida pessoal
Olivia é um embaixadora da Chanel .
Em 2024, surgiram expeculações sobre um possivel relacionamento com o cantor Harry Styles após os dois serem vistos algumas vezes juntos. Harry também foi visto deixando um show de Olivia no Kalorama Festival, em Madrid. Entretanto, nunca houveram confirmações sobre a natureza da relação.

## Discografia

### Álbuns de estúdio
| Título            | Detalhes | Posições de pico no gráfico | Posições de pico no gráfico | Certificações  |
| Título            | Detalhes | Reino Unido                 | SCO                         | Certificações  |
| ----------------- | --- | --------------------------- | --------------------------- | -------------- |
| Messy             | - Lançado: 30 de junho de 2023 - Gravadora: EMI Records - Formatos: CD, cassete, download digital, streaming, vinil    | 4                           | 10                          | - BPI : Prata  |
| The Art of Loving | - Lançado: 26 de setembro de 2025 - Gravadora: EMI Records - Formatos: CD, cassete, download digital, streaming, vinil | To be released              | To be released              | To be released |

### EPs
| Título                              | Detalhes                                                | Peak chart positions |
| Título                              | Detalhes                                                | SCO                  |
| ----------------------------------- | ------------------------------------------------------- | -------------------- |
| Ok Love You Bye                     | - Released: 22 November 2019 - Label: AMF / EMI Records | —                    |
| What Am I Gonna Do on Sundays?      | - Released: 4 December 2020 - Label: AMF / EMI Records  | —                    |
| Olivia Dean If You Know What I Mean | - Released: 4 June 2021 - Label: UMG Recordings         | 19                   |
| Growth                              | - Released: 30 July 2021 - Label: AMF / EMI Records     | —                    |
| Ladies Room                         | - Released: 29 September 2023 - Label: EMI Records      | —                    |

### Singles

#### Como artista principal
| Title                                                       | Year | Peak chart positions | Peak chart positions | Peak chart positions | Certifications | Album                                                                 |
| Title                                                       | Year | UK                   | IRE                  | NZ                   | Certifications | Album                                                                 |
| ----------------------------------------------------------- | ---- | -------------------- | -------------------- | -------------------- | -------------- | --------------------------------------------------------------------- |
| "Reason to Stay"                                            | 2018 | —                    | —                    | —                    |                | OK Love You Bye                                                       |
| "Password Change"                                           | 2019 | —                    | —                    | —                    |                | OK Love You Bye                                                       |
| "Baby Come Home"                                            | 2020 | —                    | —                    | —                    |                |                                                                       |
| "Crosswords"                                                | 2020 | —                    | —                    | —                    |                |                                                                       |
| "The Hardest Part"                                          | 2020 | —                    | —                    | —                    | - BPI: Gold    | What Am I Gonna Do On Sundays?                                        |
| "Merry Christmas Everyone"                                  | 2020 | —                    | —                    | —                    |                | Single avulso                                                         |
| "Echo"                                                      | 2020 | —                    | —                    | —                    |                | What Am I Gonna Do On Sundays?                                        |
| "Be My Own Boyfriend"                                       | 2021 | —                    | —                    | —                    |                | Growth                                                                |
| "Slowly"                                                    | 2021 | —                    | —                    | —                    |                | Growth                                                                |
| "The Christmas Song"                                        | 2021 | 19                   | —                    | —                    |                | Single avulso                                                         |
| "Danger"                                                    | 2022 | —                    | —                    | —                    |                | Messy                                                                 |
| "UFO"                                                       | 2023 | —                    | —                    | —                    |                | Messy                                                                 |
| "Dive"                                                      | 2023 | 81                   | —                    | —                    | - BPI: Silver  | Messy                                                                 |
| "Carmen"                                                    | 2023 | —                    | —                    | —                    |                | Messy                                                                 |
| "The Hardest Part" (re-release with Leon Bridges)           | 2023 | —                    | —                    | —                    |                | Messy                                                                 |
| "Ladies Room"                                               | 2023 | —                    | —                    | —                    |                | Messy                                                                 |
| "Time"                                                      | 2024 | —                    | —                    | —                    |                |                                                                       |
| "Touching Toes"                                             | 2024 | —                    | —                    | —                    |                |                                                                       |
| "It Isn't Perfect But It Might Be"                          | 2025 | 36                   | —                    | —                    |                | Bridget Jones: Mad About the Boy (Original Motion Picture Soundtrack) |
| "Nice to Each Other"                                        | 2025 | 18                   | 24                   | 35                   |                | The Art of Loving                                                     |
| "—" denotes recording that did not chart in that territory. |      |                      |                      |                      |                |                                                                       |

#### Como artista convidada
- - "Free" (2017)
  - "Adrenaline" (2019)
  - "Homerton" (2022)
  - "Call Me a Lioness" (2023)

### Vídeoclipes
| Year | Title                 |
| ---- | --------------------- |
| 2019 | "Password Change"     |
| 2019 | "Ok Love You Bye"     |
| 2020 | "Crosswords"          |
| 2020 | "Baby Come Home"      |
| 2020 | "The Hardest Part"    |
| 2020 | "Echo"                |
| 2021 | "Be My Own Boyfriend" |
| 2021 | "Slowly"              |
| 2022 | "Danger"              |
| 2023 | "UFO"                 |
| 2023 | "Dive"                |
| 2023 | "Call Me A Lioness"   |

## Prêmios e indicações
| Ano  | Prêmio                | Categoria                  | Indicação         | Rsultado | Ref |
| ---- | --------------------- | -------------------------- | ----------------- | -------- | --- |
| 2020 | UK Music Video Awards | Best R&B/Soul Video – UK   | "Password Change" | Indicada |     |
| 2023 | Mercury Prize         | —                          | Messy             | Indicada |     |
| 2024 | Brit Awards           | Best Pop Act               | Herself           | Indicada |     |
| 2024 | Brit Awards           | British Artist of the Year | Herself           | Indicada |     |
| 2024 | Brit Awards           | Best New Artist            | Herself           | Indicada |     |